# Historia de Suiza
Las primeras noticias históricas sobre las tierras de la actual Suiza aparecen con Julio César en sus Comentarios sobre la guerra de las Galias. Después de las Grandes invasiones que bosquejaron las barreras lingüísticas del país, se formaron alianzas entre pequeños estados durante la Edad Media, entre 1291 y 1332, con la finalidad de formar la Confederación de los III Cantones, la cual fue la primera etapa para la formación de la Confederación Suiza. Luego de sucesivas alianzas de defensa, en 1481 se constituyó la Confederación de los VIII Cantones. En los siglos siguientes, se configuró progresivamente la Confederación de los XIII Cantones hasta que alcanzó su independencia en 1648. Suiza obtuvo un estatus federal en 1803 al ser dividida y reorganizada como República Helvética durante la ocupación por la Francia Revolucionaria gracias a Napoleón Bonaparte. Suiza se constituyó en veintidós cantones hasta su liberación en 1815 y, más tarde tras una guerra civil y religiosa emerge el Estado federal en 1848. Debido a su política de neutralidad, Suiza atravesó el siglo XX sin participar en guerra alguna.
Desde 1848, la Confederación Suiza ha sido un Estado federal formado por cantones relativamente independientes, algunos de los cuales han permanecido confederados desde hace más de siete siglos, por lo que se puede considerar a Suiza como una de las repúblicas más antiguas del mundo.

## Historia antigua

### Prehistoria
Hay restos arqueológicos que sugieren que pueblos dedicados a la caza-recolección se instalaron en los valles al norte de los Alpes al fin del Paleolítico. En la era Neolítica, esta región estaba relativamente muy poblada. Se han encontrado restos de construcciones paláfiticas o lacustres (sobre pilotes) en las zonas poco profundas de muchos lagos. Hacia el año 1500 a. C., arribaron a esta zona tribus de origen celta. Los retios o recios habitaron en la zona oriental, mientras que los helvecios se asentaron en el oeste.
Los primeros indicios de ocupación del territorio de Suiza se remontan al Musteriense (100 000 a. C.) y a la aparición de varias piezas arqueológicas de culturas como Aziliense, Sauveterriense, Tardenoisiense; los principales vestigios datan de la era Neolítica junto con la aparición de la agricultura, milenio VI antes de Cristo. En el periodo Neolítico medio aparece la cultura del bronce, caracterizada por los poblados lacustres y poblados ribereños, en particular de la cultura campaniforme, la cual se sitúa a orillas del lago de Neuchâtel y en la bahía de Zúrich, en donde se descubrieron las ruedas más antiguas de Europa, que datan de 2500 años antes de Cristo. Estos pueblos contaban hasta con una centena de habitantes, que los abandonaron al final del siglo IX antes de Cristo con la cultura de Hallstatt.
Desde la Edad del Hierro, los celtas ocupan el territorio, trajeron consigo las técnicas del hierro y desarrollaron artes tales como la cerámica y la joyería. La segunda parte de la Edad del Hierro se denominó “período de La Tène”, nombre que se deriva de un lugar situado actualmente en el cantón de Neuchâtel descubierto en 1857.  Algunos nombres de lugares actuales son de origen celta, como Nyon o Yverdon.
A continuación llegó la inmigración de la tribu germánica de los cimbrios o cimbros, que dejan Jutlandia hacia 115 a. C. en dirección al sur a los cuales se unirán pocos años más tarde los teutones; a partir, más o menos, del año 100 a. C., la mayor parte del altiplano suizo será ocupado por cinco tribus helvéticas, que mencionará por primera vez el historiador romano Tácito.
Originalmente nómadas, las tribus se sedentarizaron progresivamente, aunque dos de ellas se unieron a los Cimbrios en 107 a. C., durante su expedición al suroeste de la actual Francia. Empujados por los cimbrios, la tribu helvética de los tigurinos desciende por el valle del Ródano encabezados por su joven jefe Divicón. A orillas del Garona, en 107 a. C., se enfrentan y vencen a un ejército romano, cuyos soldados sobrevivientes tuvieron que pasar bajo un yugo en señal de derrota. Como represalia, Roma envía un nuevo ejército al mando de Cayo Mario, quien se enfrenta a los germanos en 102 a. C. y los extermina casi totalmente en la batalla de Aquae Sextiae    (actualmente Aix en Provence); los tigurinos fueron forzados a regresar y establecerse en la región de Avenches.
Poco antes de la guerra de las Galias, diversas poblaciones celtas habitan el territorio que es actualmente Suiza. Por un lado, el altiplano suizo está ocupado principalmente por los helvecios, una parte de Jura y la región de Basilea está en las manos de los ráuracos, los retios y los grisones ocupan una parte de la Suiza oriental. El Tesino está poblado por leponcios, mientras que el Valais actual está dividido entre los nantuates, veragros, sedunos y uberios; Ginebra es un oppidum de los alóbroges. Julio César, aunque nunca estuvo allí, describe en sus Comentarios sobre la guerra de las Galias el territorio de los helvecios como limitado de un lado por el Rin [...], del otro por el Jura [...] y de un tercero por el lago Léman y el Ródano. César menciona cuatro tribus helvéticas y doce poblaciones, de las cuales una de ellas se halla a orillas del río Aar, la que es actualmente la ciudad de Berna.
A mediados del siglo I a. C., los helvecios emigran hacia el país de la tribu gala de los sántonos, en el oeste de la actual Francia. Aunque las razones de esta decisión no se conocen con certeza, entre los diversos motivos que habrían podido llevar a esta migración están la falta de tierras y la ambición del cabecilla Orgétorix. Sea cual fuera la razón, estos últimos quemaron sus ciudades y pueblos y más de 360 000 helvecios emprendieron el camino. Julio César, entonces procónsul de la Galia Narbonense, los combate en la batalla de Bibracte (58 a. C.) y les obliga a regresar a su tierra, donde deberán defender la frontera del Rin contra las invasiones germánicas. En 52 a. C., según César, los helvecios envían refuerzos a Vercingétorix.

### Época clásica: Imperio romano

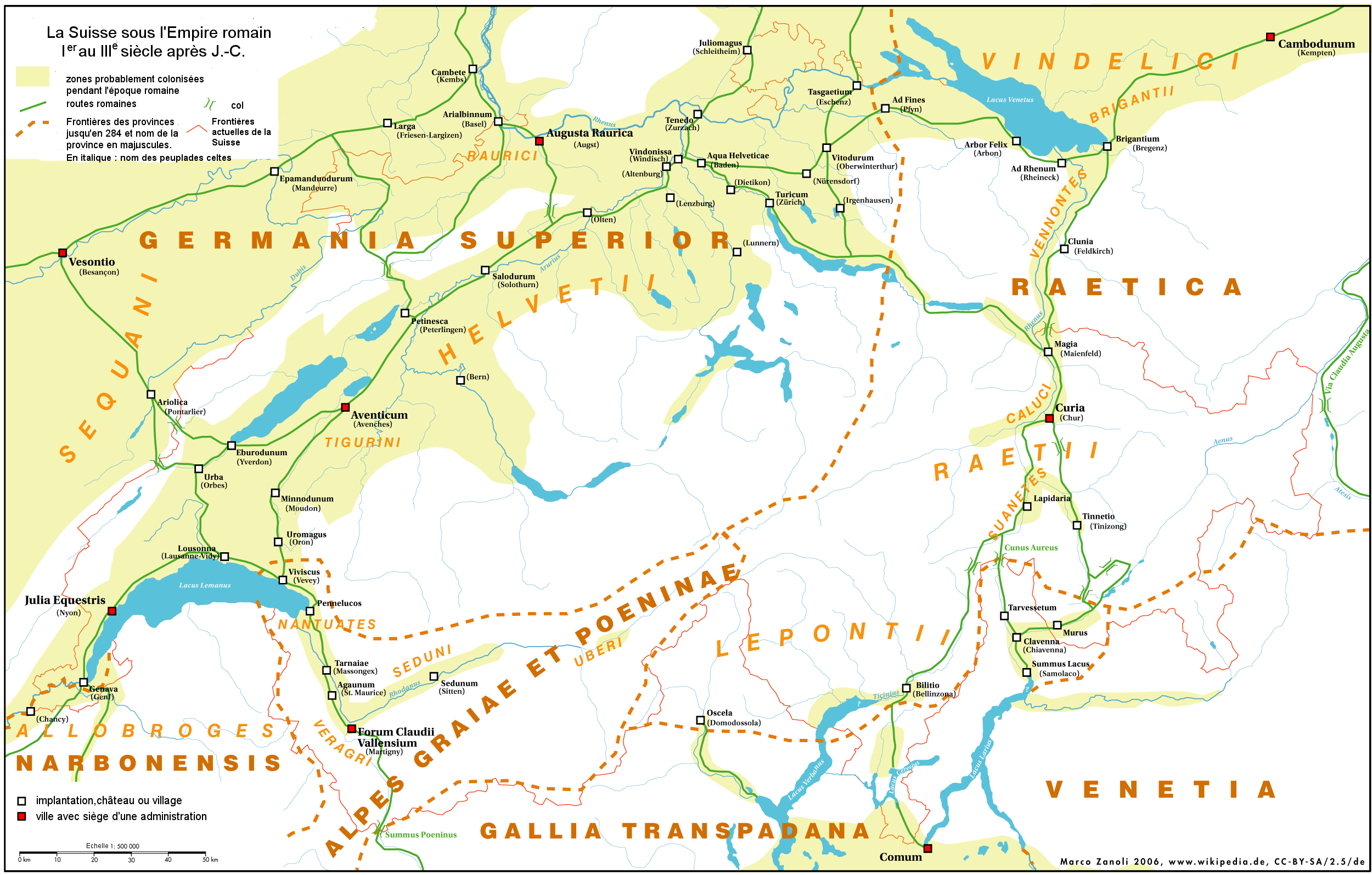
El territorio helvético bajo dominio romano

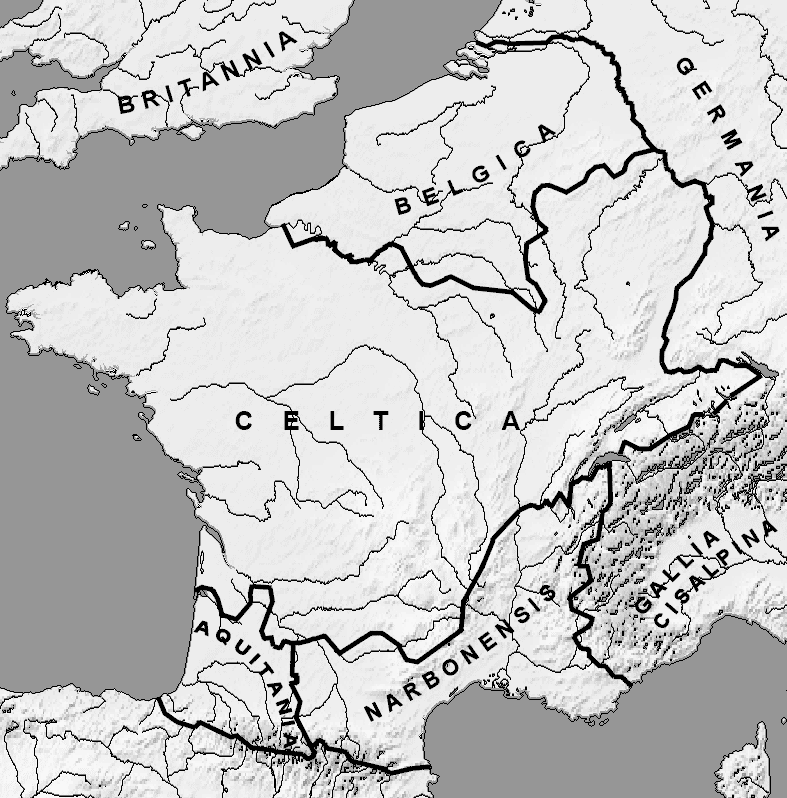
Organización del territorio en tiempos de los romanos

Los romanos van integrando progresivamente a los helvecios en el naciente Imperio romano mediante la fundación de una colonia de veteranos en Nyon, después, bajo el reinado de Augusto, de Augusta Raurica cerca de Basilea, en el territorio helvético que pertenece desde entonces a la Galia Bélgica. Solo las tribus del Valais y los réticos permanecen independientes hasta que fueron conquistados por Tiberio y Claudio hacia el año 7 a. C., que unificaron en la provincia de Recia, cuya capital era Augsburgo.
En el siglo I, la orilla septentrional del Rin es una zona fronteriza estratégica del Imperio romano: está ocupada militarmente y defendida por campamentos militares permanentes, como en Augusta Raurica (actual Augst).
La red viaria se consolida, se fundan ciudades nuevas como Forum Claudii Vallensium (actualmente Martigny) mientras que las élites celtas se romanizan. El antiguo oppodium principal de los helvecios, Aventicum (actualmente Avenches), elevado al rango de colonia en 73, llega a ser la principal ciudad de la región. Hacia el 47, el Valais se convierte en una provincia autónoma, los Alpes Peninos, y el territorio de los helvecios se suma en el 89 a la provincia de Germania Superior, cuya capital era la actual Maguncia.

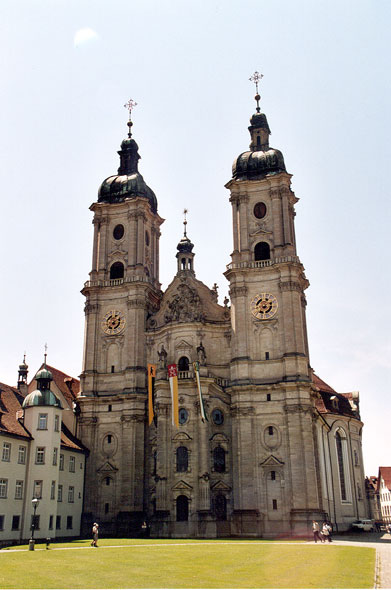
Abadía de San Galo

Entre el siglo I y el II la paz romana reina en el imperio. Las fronteras habían avanzado hacia el norte y Suiza ya no era entonces zona fronteriza. Mientras el latín se generaliza, el territorio conoce un periodo de prosperidad económica. El cristianismo llega desde Italia y se extiende por todo el territorio, apareciendo las primeras iglesias en Ginebra y Martigny y sedes episcopales en Basilea, Martigny, Ginebra y Coira entre el 350 y el 400. Los misioneros cristianos fundaron muchas comunidades religiosas, particularmente en Saint-Ursanne, en Romainmôtier y también, el monje Galo se establece al sur del lago de Constanza, donde años más tarde se levantará la abadía que lleva su nombre.

### La Alta Edad Media
Hacia el final del siglo III, en el actual territorio suizo se produjeron invasiones bárbaras de los alamanes de Germania Magna, especialmente en 260, cuando saquearon numerosas ciudades, se dirigieron progresivamente al Rin, a lo largo del cual los emperadores romanos del siglo IV habían construido barreras defensivas (fortalezas y torres de vigilancia). A partir de 401, la población inquieta fue migrando hacia el sur y abandonó las ciudades de Nyon, luego de Augusta Raurica, al tiempo que las tropas romanas abandonaban el Rin marchando al sur de los Alpes, y abandonando también definitivamente el territorio de Suiza a los pueblos germánicos llamados «foederati», primero el pueblo burgundio, luego los alamanes. Estos se habían ido estableciendo en el centro y el este del país en busca de tierras cultivables, e impusieron allí sus dialectos germánicos. Hacia 443, los burgundios se asentaron al oeste del país en una región llamada Sapaudia («país de los abetos»), que corresponde a Saboya, e hicieron de Ginebra una de sus capitales. Los burgundios se asimilaron con la población galorromana, conservando el latín como idioma.
Al caer el Imperio romano, cuando Odoacro depuso al último emperador romano Rómulo Augústulo en 476, esos foederati se transformaron progresivamente en reinos, extendiéndose de forma considerable en el valle del Ródano, el ahora cantón del Valais, y los puertos de montaña alpinos. La frontera entre alamanes y burgundios quedó fijada entre los siglos VIII y IX. Las regiones de los Alpes orientales se vieron poco afectadas por esas invasiones y mantuvieron -incluso hasta hoy- un dialecto del latín vulgar, el romanche, también llamado retorrománico. La zona del Tesino, en el sur de la actual Suiza y parte de la Galia Cisalpina, permaneció bajo el control de la península itálica.
En 534, los francos vencieron al rey burgundio Segismundo y se anexionaron su reino, propiciando el asentamiento de los alamanes, a los que habían vencido previamente. Dos años más tarde, el ducado de los alamanes siguió su camino. En la región bajo dominio alamán, solo permanecieron comunidades cristianas aisladas. La misión hiberno-escocesa reintrodujo la fe cristiana a principios del siglo VII. Los francos conquistarán la Recia en 550, completando así su toma de control del conjunto del territorio helvético.
El territorio suizo formó parte del imperio de Carlomagno, y los monasterios y obispados se constituyeron en bases importantes para mantener el poder. Tras la muerte del emperador, el Tratado de Verdún de 843 dividió el Imperio en tresː Francia Occidental, Francia Media y Francia Oriental. El territorio suizo se vio dividido entre la Francia Media, al oeste (al que correspondió la Borgoña, la parte occidental de la Suiza actual) y la Francia Oriental de Luis el Germánico, al que correspondió el reino alamán (la parte oriental suiza y el futuro ducado de Suabia), que formará parte del Sacro Imperio Romano Germánico. El feudalismo se impuso al final del siglo IX, cuando varias familias trataron de asentar su autoridad sobre diferentes partes del territorio: los condes de Saboya, sobre el Vaud, Ginebra (cuyos condes son depuestos) y el Valais; los condes de Gruyère, sobre el interior del territorio de Friburgo; los Zähringen, fundadores de numerosas ciudades, entre otras Friburgo y Berna; los Kiburg, que se instalaron en la meseta suiza; los Hohenstaufen y los Habsburgo, que se establecieron en la región desde Zúrich hasta el paso de San Gotardo.
La habilitación del paso de San Gotardo, entre las regiones de Uri y el Tesino, con la ayuda de los Walsers inmigrantes recientes y expertos en construcción de caminos, al inicio del siglo XII, tuvo consecuencias importantes: el puerto del Gran San Bernardo, en el Valais, perdió importancia en el comercio internacional, lo que causó una crisis económica de dos siglos en el valle del Alto Ródano. En recompensa por ese trabajo, el Uri obtuvo «por servicios prestados al emperador» la Inmediación imperial que los independizó prácticamente de los Habsburgo, enriqueciéndose por los peajes y la venta de servicios (guías y posadas), lo que avivó evidentemente la codicia de los Habsburgo.

## Confederación de los III cantones e Independencia

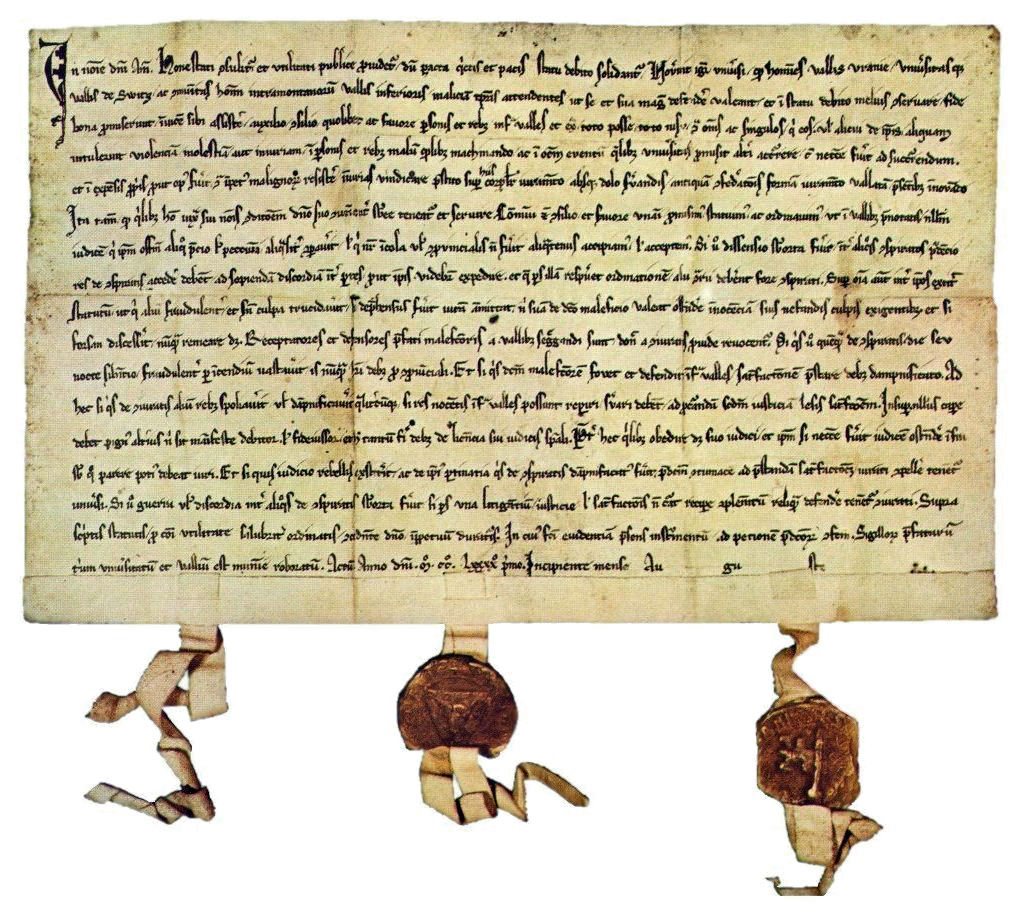
Pacto federal de 1291.

Componentes de la Confederación de los III cantones
Cantón de Uri
Cantón de Schwyz
Cantón de Nidwalden[n 1]
Cantón de Obwalden[n 1]

La historia suiza comienza oficialmente el 1 de agosto de 1291 cuando los pueblos de Uri, Schwyz y Unterwalden firmaron un Pacto federal (en alemán Bundesbrief) para combatir a los Habsburgo, soberanos de Austria. Los habitantes de estos territorios eran principalmente campesinos, siervos (esclavos) y, por supuesto, nobles (ciudadanos).
En abril de 1291, Rodolfo I de Habsburgo, primer miembro de la familia en llegar a emperador, recupera los derechos sobre Lucerna, en el extremo del Lago de los cuatro cantones, con el objetivo de restablecer la autoridad de su familia en la región. Después de su muerte, el 15 de julio de 1291, y previendo eventuales problemas de sucesión, los hombres libres de los valles del Uri, de Schwyz y de Nidwalden, renuevan un pacto de alianza jurídica y de defensa permanente, en una fecha indeterminada a inicios del mes de agosto.
Completamente olvidado, este pacto no se conoció hasta el siglo XVIII y fue publicado en su versión original en latín en 1760 por Johann Heinrich Gleser. No sería reconocido como primer Pacto federal hasta finales del siglo XIX por iniciativa del Consejo Federal y festejada su conmemoración por primera vez en su sexto centenario, en 1891. A partir de 1899, la fiesta nacional suiza se celebra anualmente el 1 de agosto; antes de esta fecha, la fundación de la Confederación tenía lugar el 8 de noviembre de 1307, fecha del legendario Juramento de Rütli según Egidio Tschudi. Los hechos míticos descritos en la leyenda de Guillermo Tell también tuvieron lugar en esa misma época, inicios del siglo XIV.

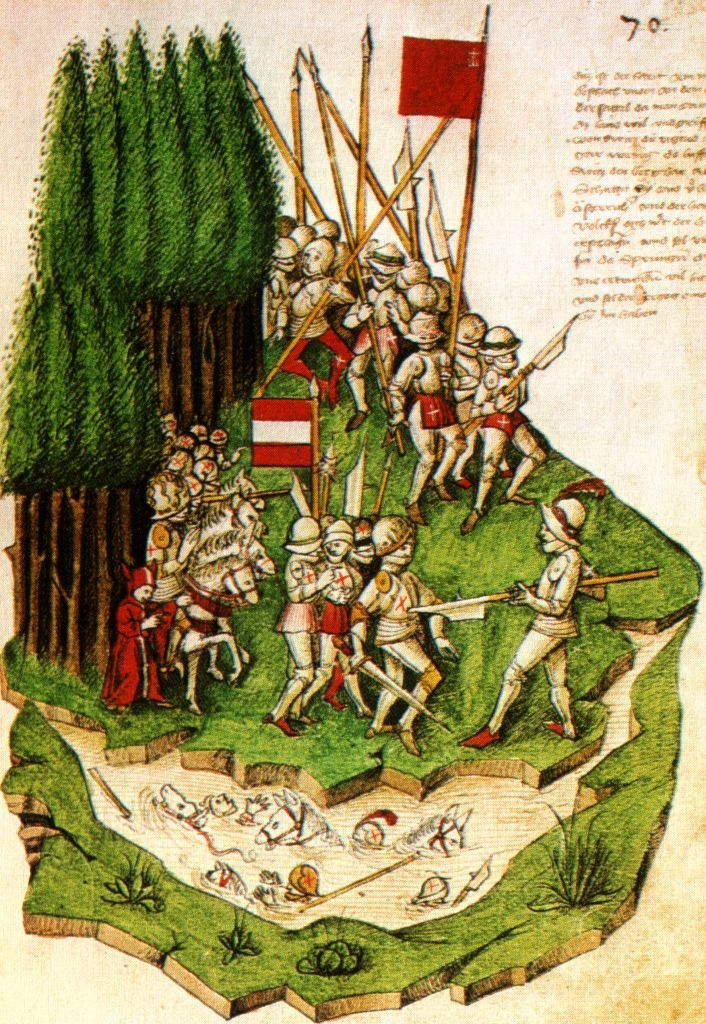
Representación de la Batalla de Morgarten (15 de noviembre de 1315)

La situación se deterioró entre los Waldstätten (cantones primitivos) y los Habsburgo durante el reinado interino que siguió a la muerte de Enrique VII de Luxemburgo en 1313. En respuesta al ataque de Schwyz contra la abadía de Einsiedeln ocurrido el 6 de enero de 1314, se prohibió a los Waldstätten el acceso al mercado de Lucerna, lo que fue causa de que Luis de Baviera la emprendiese contra el Habsburgo, Federico el Hermoso, después de la doble elección de Wittelsbach (25 de noviembre de 1314).
En 1315 el duque de Austria Leopoldo I, hermano menor de Federico, lanza un doble ataque contra 1500 montañeses que vencieron por asalto una primera columna compuesta de 3000 a 5000 soldados en la batalla de Morgarten, el 15 de noviembre, en la que los austriacos sufrieron un verdadero desastre. La segunda columna, que se dirigía hacia Unterwalden, se retiró entonces sin llegar a combatir.
Tras esta victoria, los confederados renuevan su alianza con el pacto de Brunnen, el 9 de diciembre de 1315. En alemán este texto es el primero en el cual se utiliza el término Eidgenossen («Confederados», que, literalmente quiere decir «compañeros unidos por un juramento»). Detalla igualmente la prohibición hecha a los firmantes de aliarse con potencias extranjeras. Esta última cláusula no será derogada hasta la fundación de la República Helvética en 1789.

## Expansión de la confederación
En 1332 los "Waldstätten" recibieron un nuevo aliado, Lucerna, que en ese momento era una población pequeña. Sin embargo fue muy importante, pues posibilitó la navegación sobre el Lago de los Cuatro Cantones, que desde entonces quedó completamente en territorio de los confederados.
Tres años más tarde, el pueblo de Zúrich se levantaría contra el poder de la nobleza. Pero Zúrich no firmó el Pacto de alianza con los cuatro confederados hasta 1351. Esta fue una de las adhesiones más importantes, pues en ese momento Zúrich ya contaba con 12 000 habitantes, lo que para la época era una ciudad importante de la región.
En 1352 los Habsburgo declararon la guerra a Zúrich, lo que obligó a los confederados a actuar; la guerra permitió a los aliados ocupar los territorios de Glaris y Zug, que estaban bajo dominio de los Habsburgo. Durante la ocupación, los habitantes de Zug pidieron auxilio a su emperador, pero este respondió diciéndoles que no importaba si la ciudad era conquistada, pues ya reconquistaría el territorio, porque en ese momento no tenía tiempo. Esto provocó que los zugueses firmaran igualmente una alianza con los confederados en 1352.
Los territorios de Glaris y Zug tuvieron que ser restituidos a los Habsburgo, pero ambos territorios volvieron a la federación, Zug en 1365, mientras que Glaris lo hacía en 1388.

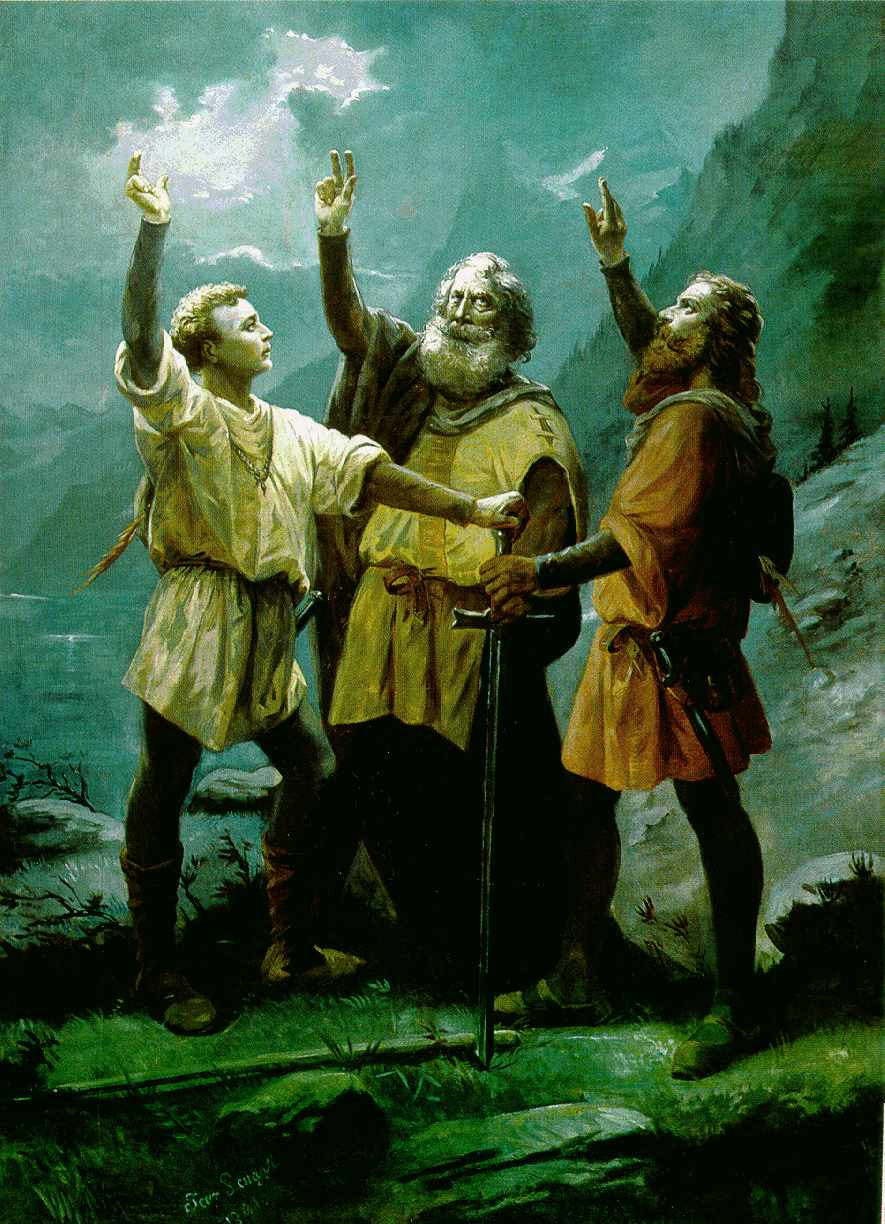
Alegoría del juramento de Rütli por Jean Renggli

Tiempo después la casa de los Habsburgo tuvo que firmar la paz con los "Waldstätten" tras perder la batalla de Sempach en 1386.

### La Confederación de los VIII Cantones

Nuevos miembros de la Confederación de los VIII cantones
Lucerna
Zurich
Zug
Glaris
Berna

En el imaginario popular, la idea original de tres miembros fundadores se apaga progresivamente al recibir a nuevos miembros. En realidad, las tres entidades organizarán, sea en conjunto o individualmente, una verdadera red de alianzas de defensa durante cuarenta años comenzando con el Cantón de Lucerna en 1332 y el de Zúrich en 1351.
La ciudad de Zug y el valle de Glaris, firmaron una alianza en 1352, aunque este último no tuvo un estatuto de igualdad con los demás miembros. De todas maneras algunas semanas después de haber firmado estos acuerdos, los confederados deben devolver esos dos territorios a los Habsburgo. Hasta 1365 no recuperaron Zug y hasta 1388 Glaris. En 1353, se firma una alianza con el Cantón de Berna que tiene igualmente por objetivo impedir cualquier tipo de reclamación sobre Obwald en el territorio de Berna, en su entorno rural y dominio de la ciudad.
Cuando los ocho pequeños estados, unidos por esta red de alianzas, se agruparon bajo el nombre genérico de “Confederación de los VIII cantones”, en 1359, por primera vez aparecen dos bandas cruzadas sobre el fondo rojo como señal de renacimiento sobre los campos de batalla. Más tarde, en 1851 se definirá como escudo oficial del país la cruz blanca de brazos iguales sobre el fondo rojo.  En 1370, el nuevo pacto, llamado Pfaffenbrief («Estatuto de sacerdotes» en alemán), se firma entre los Cantones que controlan el paso de San Gotardo, es decir, todos ellos, salvo Glaris y Berna. Este documento unifica el derecho que existe y hace a cada hombre, sea noble o plebeyo, laico o religioso, igual ante la justicia impartida por los jueces locales.
De todas formas los Habsburgo no renuncian a sus pretensiones. En dos ocasiones tratan vanamente de conquistar los cantones: la primera vez en 1386 en la batalla de Sempach, y más tarde, 1388, en la batalla de Näfels. En los dos casos, los montañeses, inferiores en número, pelean contra soldados experimentados, ganando así una reputación de guerreros intrépidos pero igualmente poco respetuosos con las costumbres guerreras. Esta doble victoria consolida la alianza de las ocho comunidades que firman en 1393, el primer estatuto común de ocho cantones, llamado el "Convenio de Sempach", que define reglas militares de comportamiento durante y después de los combates así como la manera de comprometerse con un conflicto, que no puede darse sino hasta después de una deliberación común.
Los cantones suizos aseguran parcialmente su independencia frente los dirigentes regionales, todos esperando saber la postura del Sacro Imperio Romano. El siglo XV vio una fase de expansión de la Confederación que conquista los territorios próximos y concluye alianzas con varios pueblos de los alrededores: Appenzell, el Valais y San Galo. En 1415, los confederados planean y ejecutan en común, a costa de los Habsburgo y con la bendición del emperador, la conquista del Cantón de Argovia del cual una parte es administrado bajo la forma de un tratado común.

### Muerte del conde de Toggenburgo

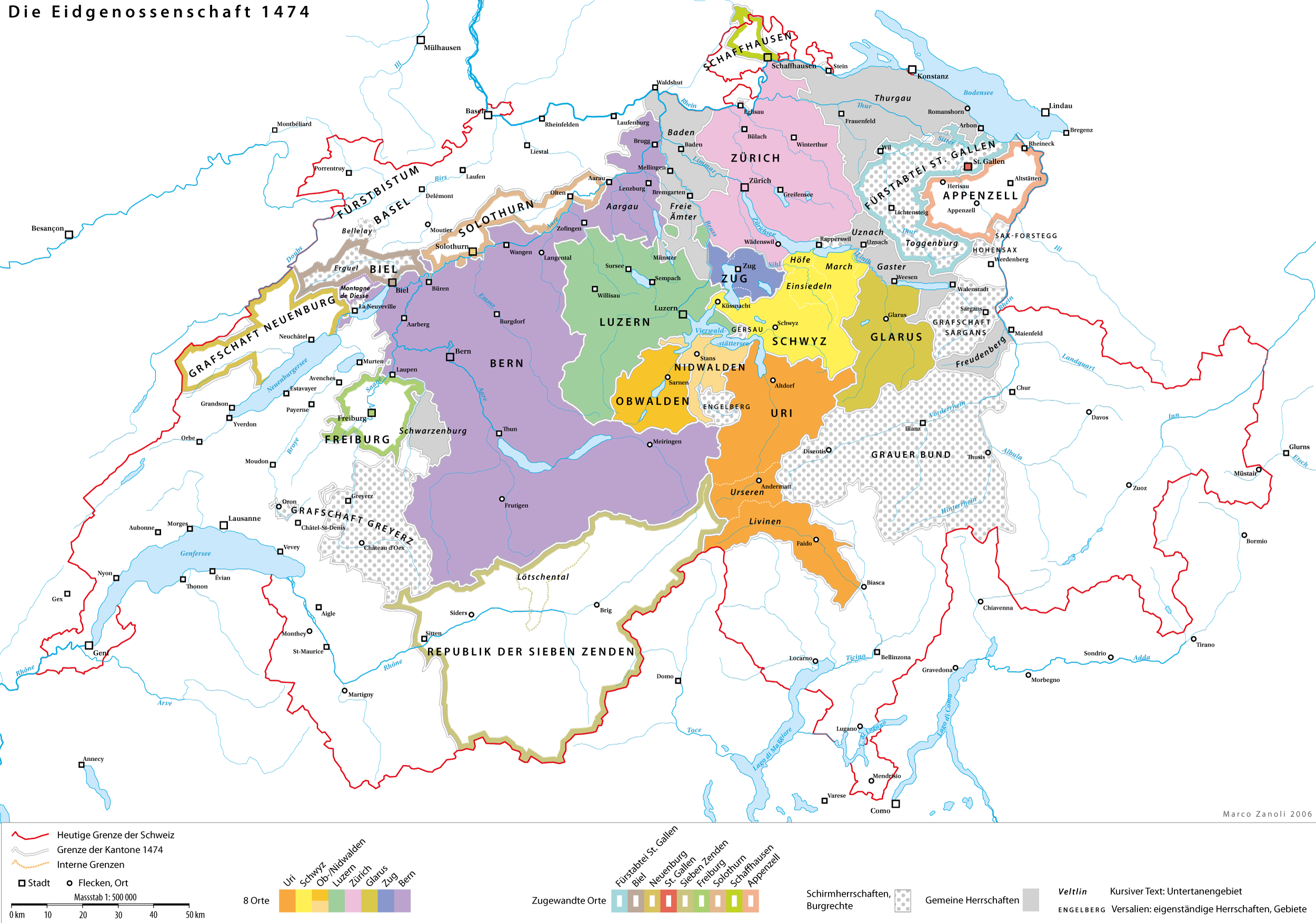
Mapa de la Confederación en la guerra de Borgoña

Tras la muerte de Federico VII, conde de Toggenburgo (1436), sin dejar herederos, sus territorios quedaron sin gobierno y, entonces, los confederados, particularmente Schwyz y Zúrich se enfrentaron para repartirse la herencia del conde durante la llamada antigua guerra de Zúrich (1440-1446): Schwyz, en su afán por conseguir nuevas tierras, invadió la mayor parte del territorio del condado. El problema se dio cuando el ejército de Zúrich llegó a la zona para ocupar los mismos territorios. Zúrich se enfrentó con Schwyz tratando de conquistar los territorios ya ocupados por Schwyz; entonces interviene por primera vez la Dieta federal, dando la razón a Schwyz (entonces aliado con Glaris).
La Dieta federal decidió declarar la guerra a Zúrich, que se rindió a los confederados y al mismo tiempo fue obligada a firmar un tratado de paz. El burgomaestre de Zúrich (Stüssi), como represalia, decidió firmar un pacto con la casa de Austria, la enemiga de los confederados.
Zúrich, aliada con Austria, parte a la guerra contra los confederados. Desafortunadamente para Stüssi (burgomaestre de Zúrich), los confederados aparecían como el ejército más fuerte y grande de Europa, capaz de reunir más soldados que el mismo Imperio de los Austria, lo que significó que la batalla de Santiago del Sihl fue ganada por la confederación.
Finalmente, se conquista Turgovia en 1460 y se une igualmente como estado confederado tras la firma de un tratado común.

## La Confederación de los XIII Cantones

Nuevos miembros de la Confederación de los XIII cantones
Friburgo
Soleura
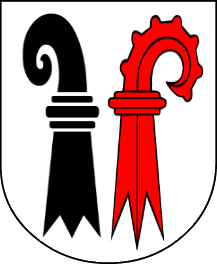
Basilea[n 2]
Schaffhausen
Appenzell[n 3]

Al final de la guerra de Borgoña, dos nuevos cantones, Friburgo y Soleura, llaman a la puerta de la confederación. Sin embargo los cantones se dividen ante estas demandas de adhesión y la guerra civil amenaza entre los cantones rurales que temen perder su mayoría y los cantones urbanos. Finalmente el ermitaño Nicolas de Flue propone en 1481 un compromiso aceptable, el Convenio de Stans: Friburgo y Soleura son admitidos en la Confederación.

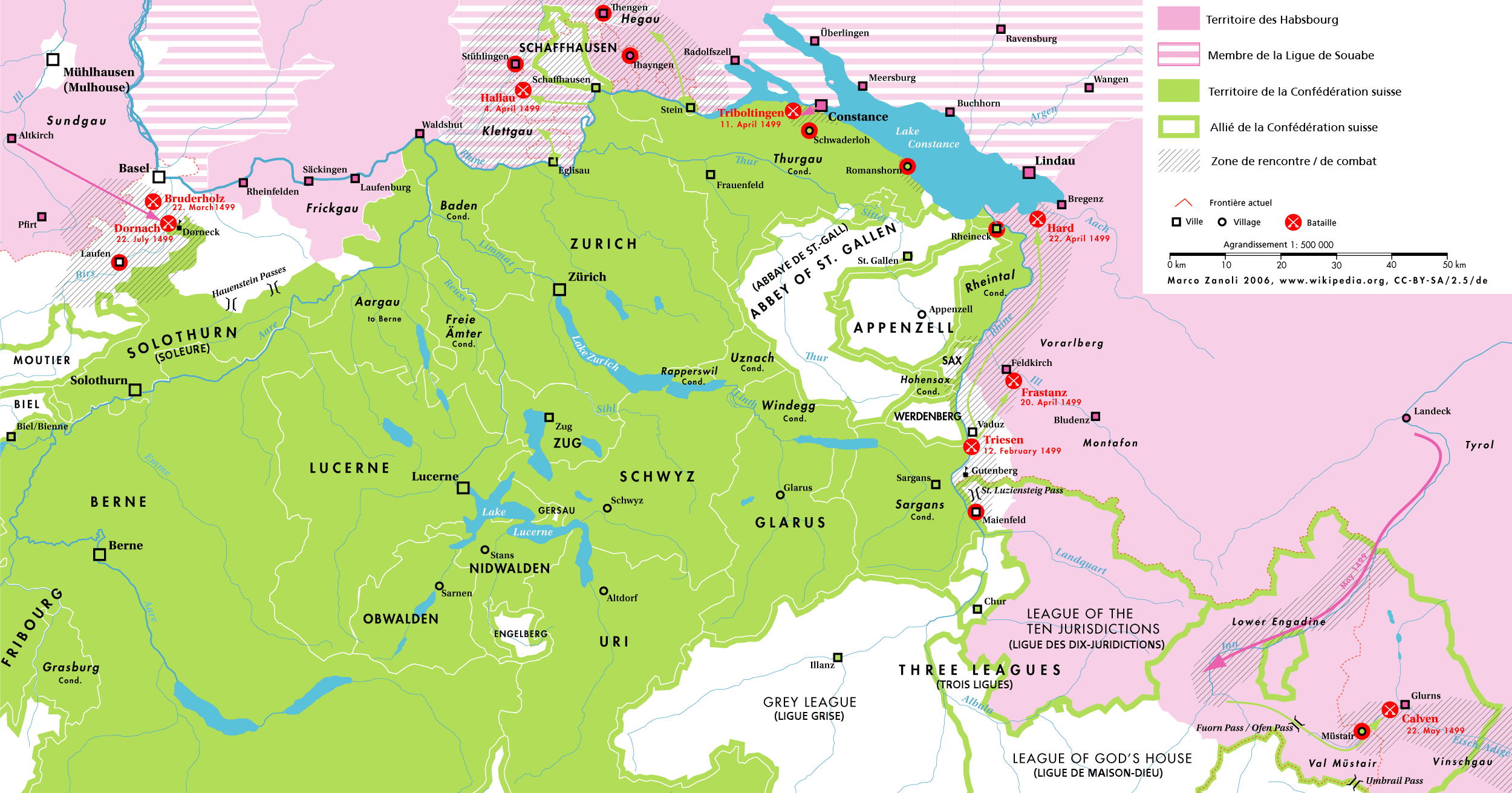
Mapa de la guerra de Suabia

Después de la derrota de los Borgoñones, el emperador Maximiliano reorganiza el Sacro Imperio Romano instaurando un tribunal imperial y un nuevo impuesto, el céntimo real, en 1495. Los confederados se niegan a someterse y vencen a las tropas imperiales y a las de una coalición de ciudades del sur de la actual Alemania en la llamada Guerra de Suabia que duró desde diciembre de 1498 a septiembre de 1499. El tratado de Basilea de 22 de septiembre de 1499 marca la independencia de hecho de los cantones suizos frente al imperio que renuncia a sus derechos. De todas formas es necesario esperar a la Paz de Westfalia (1648) para que esta independencia sea reconocida jurídicamente. Las ciudades de Basilea y de Schaffhausen, ya unidas, serán cantones en 1501, seguidas por Appenzell en 1513. Nace la confederación de XIII cantones y durará hasta 1798.
Por entonces la confederación fue puesta a prueba en las tormentosas guerras de Italia. Actuando tanto como aliada, tanto como enemiga de Francia, logra dominar una parte del Tesino antes de sufrir una dura derrota en la batalla de Marignano en 1515. Entonces firmaron la Paz perpetua con Francia que obtuvo derecho de reclutar libremente mercenarios suizos contra el Tesino y una parte de la Valtelina. Este tratado marca el fin de la política de expansión de los Confederados, que no volvieron a participar en las guerras de Europa, salvo como mercenarios.

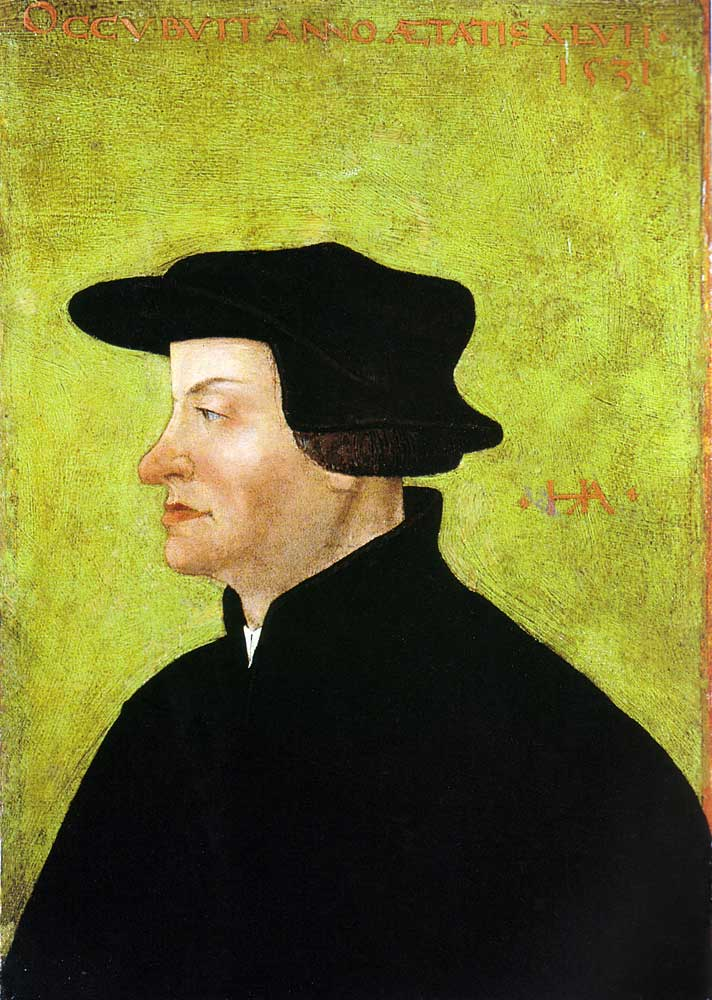
Retrato del reformador Zuinglio

En el siglo XVI llega a Zúrich la Reforma protestante como consecuencia de la predicación e influencia de Ulrico Zuinglio. Pronto se extenderá por una gran parte de la Confederación que quedará dividida durante las cuatro guerras religiosas: la primera (cuyo episodio de la sopa de leche se hará célebre) y la segunda guerras de Kappel que acaban, en 1531, con la derrota de los protestantes y la muerte de Zuinglio, son seguidas por las dos guerras de Villmergen en 1656 y 1712. La dieta federal se encuentra dividida entre siete cantones católicos, dos mixtos y cuatro reformados, menos numerosos pero más poblados. Esta división va aun a acentuarse con la Contrarreforma dirigida especialmente por los jesuitas uno de cuyos resultados fue la división en 1597 del cantón de Appenzell en dos semi-cantones: Appenzell Rodas Exteriores protestante y Appenzell Rodas Interiores. católico.

1597: División del cantón de Appenzell
Appenzell Rodas Exteriores
Appenzell Rodas Interiores

Contenida progresivamente por la Contrarreforma en la parte alemana del país, la Reforma se extiende entonces hacia el oeste, principalmente gracias al empeño del francés Guillermo Farel que predica y convierte la mayor parte del país de Vaud, de Neuchâtel y de Ginebra antes de llevarla a Lausana en un debate público contra los católicos (conocido por la historia bajo le nombre de «Disputa de Lausana») con la ayuda de Juan Calvino y Pierre Viret. En 1533, el obispo de Ginebra huye y la ciudad se convierte en una república libre y más tarde, en 1541, en una teocracia bajo la influencia radical de Calvino que trasforma la ciudad en la Roma Protestante.
Entre tanto, el Ducado de Saboya fracasa en 1536 al intentar recuperar sus viejos dominios: es expulsado del país de Vaud por los Berneses, los friburgueses y los Valesianos. De todas formas, en esta ocasión conquista algunos territorios, tales como el Chablais (actualmente francés) en la orilla sur del Lago Leman fijando así en consecuencia las fronteras del país.
Durante la guerra de los Treinta Años, Suiza permanece neutral pero debe defenderse movilizando 36 000 hombres en sus fronteras, creando así el concepto de «Neutralidad Armada», hasta que la independencia y la neutralidad de Suiza fueron reconocidas finalmente en la Paz de Westfalia que pone término al conflicto europeo en 1648.
El siglo XVII marca un periodo de prosperidad científica y económica con la evolución de la agricultura y la aportación de los hugonotes franceses. De este periodo data la concepción de nación suiza, desarrollado con la creación de cátedras de historia nacional en las universidades del país que borra las diferencias confesionales, políticas, económicas y sociales para dar paso a una Suiza “Unida y pacífica”» mientras que la llegada de viajeros extranjeros señala los inicios del Turismo en Suiza. 
Sin embargo, durante este periodo se producen varias sublevaciones, como la Guerra campesina suiza de 1653 contra Berna  y Lucerna, de países dominados, como la “Conjura Henzi”  contra el patriciado de Berna en 1749,  la “sublevación Livin” contra Uri en 1755 o la “Sublevación Chenaux” en 1781 contra Friburgo, o de “liberadores” como en la Leventina o, en el país de Vaud con el mayor Abraham Davel en 1755. Lo cierto es que estas sublevaciones puntuales no fueron otra cosa que estrategias para obtener o mantener derechos particulares, y no tenían, salvo la tentativa de Davel, carácter revolucionario.

## Suiza bajo la ocupación francesa

Representación de la toma de Tullerías por Jean Duplessi-Bertaux

La reacción en Suiza es profunda tras el anuncio de la masacre de 800 guardias suizos en el asalto al palacio de las Tullerias el 10 de agosto de 1792. El mismo año, se envían tropas de Berna y de Zúrich a Ginebra, para impedir una invasión francesa de este territorio aliado. Sin embargo algunas semanas más tarde la ciudad del Leman cayó en manos de los revolucionarios. También en 1792 Francia invadió el obispado de Basilea que era independiente bajo el nombre de República rauraciense antes de ser sometida nuevamente por Francia bajo el nombre de departamento de Mont-terrible, que comprendía los actuales distritos del Jura de Porrentruy y Delemont, el 23 de marzo de 1793.
En 1795 Frédéric-Cesar de la Harpe, comienza un levantamiento del Vaud por razones lingüísticas, contra Berna, pero no consiguió muchos seguidores y debe huir y refugiarse en París. Desde su exilio exhortó al gobierno francés a enviar sus tropas a la Suiza Romance. Finalmente en 1798 tomando como pretexto la muerte de diez soldados destacados en Thierrens, las tropas francesas invadieron el país. Encontraron poca resistencia y los invasores fueron relativamente bien recibidos, excepto en Berna y en Suiza Central, donde Nidwalden libró en solitario un combate desesperado contra Francia. Las dos victorias francesas de Grauholz y de Fraubrunnen llevaron a la capitulación de Berna en el otoño de 1798. Después se produjo la efímera proclamación de unas cuarenta repúblicas en algunas semanas, finalmente París impone el nuevo régimen de la República Helvética.
El 24 de enero de 1798, se proclama la República Lemánica, separada y liberada de Berna. Pero la revolución no terminaría aquí, pues los territorios de Argovia, también en poder de Berna, se declararon independientes, al igual que el antiguo ducado de Toggenburgo, que ahora dejaba de ser parte de Schwyz para formar el cantón de Turgovia. Las secesiones también afectaron a los aliados de los confederados: el Bajo Valais se independizó del Alto Valais.
Napoleón, sabiendo que Suiza es el camino más corto entre el norte y el sur de Europa, así como entre Francia e Italia, decidió conquistar Suiza. Para justificar la invasión, Napoleón aprovechó la sublevación del pueblo del Lemán para entrar en Suiza, con la excusa de proteger a los habitantes de estos territorios; además dijo haber sido aconsejado por los mismos suizos (dos refugiados suizos en París convencieron a Napoleón de que liberase su patria, entre ellas el Lemán).
La invasión comenzó el 2 de marzo de 1798 con la caída de Friburgo y Soleura. Tres días más tarde, el gobierno bernés era sometido por primera vez. Los cantones se fueron sometiendo, algunos sin siquiera haber librado una batalla. Los confederados habían perdido sus grandes ejércitos.
El emperador francés obliga a los confederados a cambiar de régimen en 1799. Lo que se llamaba Confederación de los XIII, pasaba a ser la “República Helvética, una y sola”. Los cantones ya no eran cantones, ahora eran simples prefecturas, las Tres Ligas de los Grisones perdieron el territorio de la Valtelina, que fue anexada a la República Cisalpina. Los territorios del antiguo obispado de Basilea ahora se limitaban a la ciudad misma. Las ciudades de Mulhouse y Ginebra fueron anexionadas a Francia.
La «república helvética una e indivisible» según su nombre oficial, es un estado centralizado y unitario, gobernado por un directorio que nombra los gobernadores de los cantones convertidos en simples divisiones administrativos y cuyas fronteras fueron redibujadas de modo importante. Además del conflicto europeo, que se desarrollaba en parte sobre el suelo suizo, ilustrado por las batallas de Zúrich en 1799, los conflictos entre centralistas y federalistas eran incesantes hasta el verano de 1802, cuando las tropas francesas se retiraron del territorio y se desencadene la Stecklikrieg («Guerra de baston» en alemán), una revuelta federalista contra la República Helvética, cuyo gobierno se refugió en Lausanna.

## Napoleón
El 30 de septiembre de 1802, Napoleón Bonaparte intervino y después de haber convocado en París a una delegación helvética formada por 63 representantes suizos y cuatro senadores franceses,, impone el Acta de Mediación proclamada el 19 de febrero de 1803 que definió una nueva constitución para el país. Esta acta apaciguó las tensiones internas gracias, en particular, al restablecimiento de las fronteras tradicionales de la mayoría de los cantones, a excepción notable del cantón de Berna que se vio definitivamente amputado de los nuevos cantones de Vaud y de Argovia. Se crean también los cantones de San Galo, Turgovia, Tesino y de los Grisones, reuniendo bailías conocidas. A fin de garantizar el control de los puertos alpinos, Valais se separó de Suiza y llegó a ser independiente, pero será anexada por el primer Imperio francés en 1810, así como Ginebra que se convirtió en capital del departamento francés de Leman y Neuchâtel se transformó en principado, ofrecido al mariscal Berthier, que nunca fue allí.

Cantones nuevos creados por el Acta de Mediación
Vaud
Argovia
San Galo
Turgovia
Tesino
Grisones

Los 19 cantones resultantes eran entidades independientes y disponía cada uno de su constitución y de su aduana. El poder central ejercido por la dieta federal era dirigido por el Landammann de Suiza, único caso histórico en el que el país fue dirigido por una sola persona. La Asamblea ejerce el control del ejército suizo así como del franco suizo que se convirtió en la única moneda del país. Sin embargo entre 1803 y 1813, Suiza es un protectorado francés, sin gran poder de decisión, que se encuentra realmente en París. Pero el país conoció entonces un periodo de estabilidad y de paz aunque su industria resultó duramente afectada por los efectos del bloqueo continental y que el país debía proporcionar cuatro regimientos al "gran ejército" de Francia, con un total teórico de 16 000 hombres.
El número de cantones y los nombres variaron. Ahora formaban parte de la confederación 18 cantones. Berna fue dividido en dos, Berna y Oberland (Thun). El Valais era anexionado a Francia como prefectura; Lemán (Vaud), Friburgo, Soleura, Lucerna, Basilea, Argovia, Baden (Argovia), Lugano (Tesino), Bellinzona (Tesino), Rhetia (Grisones), Zúrich, Schaffhausen, Linth (Glaris y San Galo), Säntis (San Galo y Appenzell), Waldstätten (Uri, Schwyz, Zug y Unterwalden) y Turgovia.
Por primera vez Suiza era declarada neutral.
En 1802 Bonaparte retira sus tropas de Suiza, lo que permite que un año más tarde, seis cantones cambien de nombre o se fusionen. El Lemán pasa a ser Vaud, Bellinzona y Lugano pasan a ser el Tesino, Rethia se denomina Grisones, Turgovia es reconocida como cantón, Linth se divide en Glaris y San Galo, Säntis se divide en Appenzell y otra parte se une a San Galo, Argovia y Baden se fusionan en Argovia, el Oberland desaparece reuniéndose con Berna, Waldsätten se divide en cuatro cantones: Uri, Schwyz, Unterwalden y Zug. El territorio del Valais desaparece, convirtiéndose en un departamento francés.
En 1813 los confederados se liberan por fin de Napoleón. En 1814 Ginebra vuelve a ser libre gracias a la ayuda de los austriacos.

## Confederación de los XXII Cantones

Los tres nuevos cantones de 1815
Valais
Neuchâtel
Ginebra

A partir de 1813 ejércitos extranjeros atravesaron en repetidas ocasiones el país persiguiendo a los ejércitos franceses, abasteciéndose sobre el terreno, lo que produjo hambrunas a la población sin que el ejército ni la Dieta pudiera interponerse, excepto por una incursión de 24 000 hombres durante algunos meses en el país de Gex, que fue la última salida de las tropas suizas al extranjero. Idos los franceses, varios cantones, en parte apoyados por las potencias europeas, se apresuraron a restaurar el antiguo régimen, mientras que la existencia de alguno de los nuevos cantones estuvo amenazada, en particular Argovia, que Berna quería recuperar.

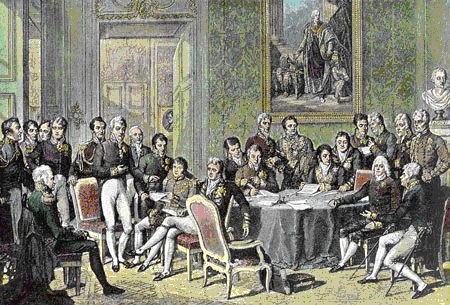
Firma del Congreso de Viena de 1815

### Firma del Congreso de Viena de 1815
En este contexto, el 7 de agosto de 1815, finalmente todos los cantones firmaron un nuevo pacto federal, estableciendo la Confederación suiza constituida por cantones independientes, unidos entre ellos por un solo tratado común y no por una red de alianzas heterogéneas. En el Congreso de Viena, las potencias europeas reconocieron la neutralidad perpetua de Suiza el 20 de mayo de 1815 y le atribuyeron tres cantones nuevos, el Valais, Ginebra, al cual Francia y el reino de Cerdeña cedieron algunas tierras a fin de asegurarle una continuidad territorial, y Neuchâtel, que hasta entonces era un principado prusiano, formando así la Confederación de XXII cantones.
El tratado de París de 1815 atribuyó igualmente la parte de Jura perteneciente al obispado de Basilea y la región de Bienne al cantón de Berna, en compensación de la pérdida de Argovia y de los territorios del Vaud. Las ligas grisonas habían perdido definitivamente las bailias de Valtellina y Bormio en 1798, debido a la negativa de las Tres Ligas a acordar la igualdad a sus antiguos súbditos. La frontera de Suiza no sufrirá más cambios importantes.
Tras la Revolución de Julio de 1830 en Francia y por las ideas igualitarias propagadas por ella, la mitad de los cantones democratizaron gradualmente su constitución mediante la generalización del derecho al voto. En 1832, estalló un conflicto civil entre la ciudad de Basilea y su entorno rural forzando la intervención del ejército y provocando la separación del cantón en dos medios cantones el de Basilea-Ciudad y el de Basilea-Campiña. El mismo año, se rechaza una revisión del pacto federal que introduce más libertades individuales.

1833: División del cantón de Basilea
Basilea-Ciudad
Basilea-Campiña

Facciones y principales acciones militares de la Guerra del Sonderbund

En los años siguientes, el Partido Radical-Demócrata crece en varias comunas urbanas y protestantes. Sus miembros, partidarios de un sistema más centralizado, llegaron gradualmente a ser mayoritarios en el parlamento, en el que aprobaron varios programas anticatólicos y anticonstitucionales y por ello se produjo el cierre de conventos de Argovia en 1841. En 1845 el cantón de Lucerna acoge a los jesuitas católicos en su territorio y les confía la educación superior, lo que escandalizó a los radicales que por unos pocos votos estuvieron a punto de provocar la expulsión de los jesuitas. Sintiéndose amenazados, los siete cantones católicos de Lucerna, Uri, Schwyz, Unterwalden, Valais, Vaud y Zug en 1845 concluyeron una alianza secreta, el "Sonderbund" (literalmente «alianza especial» en alemán) que sale a la luz cuando tratan de aliarse con Austria, actuando en contra de la Constitución. En 1847, el Parlamento ordenó la disolución de la Sonderbund y ante la negativa de los siete cantones, estalló la guerra civil.
El conflicto, en el que el general Guillaume-Henri Dufour mandaba las tropas de la Confederación, es breve y poco sangriento, y acabó con la derrota de los cantones católicos, seguida por el establecimiento y la adopción de una nueva constitución en 1848, que no volverá a ser revisada profundamente hasta 1874.

## Estado federal

Expansión de la Confederación

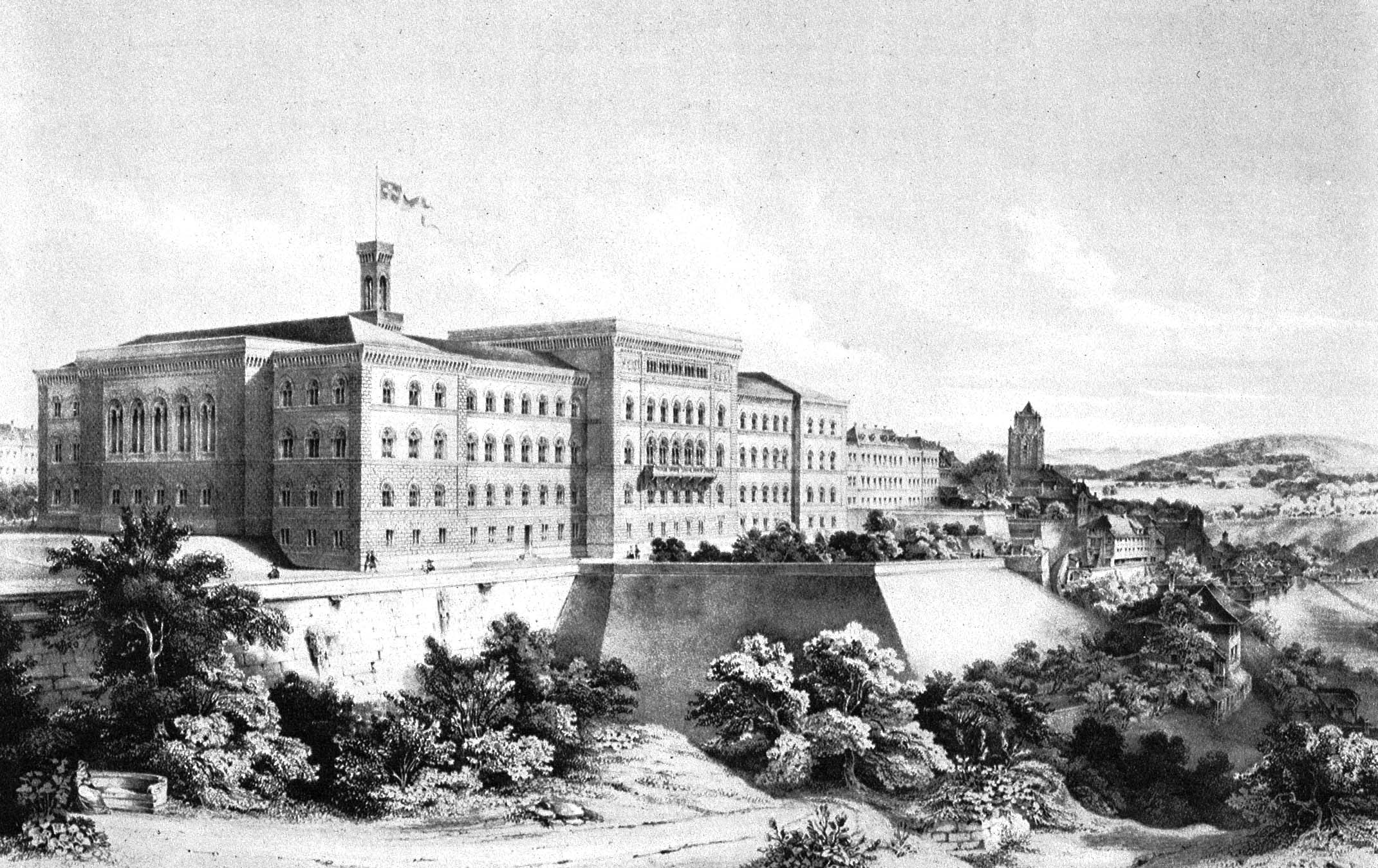
Vista del Palacio Federal en 1857

La nueva constitución federal, aprobada el 12 de septiembre de 1848 por una mayoría de quince cantones y medio contra seis y  medio define un nuevo estado, federal y centralizado que, sin embargo, sigue llevando el nombre de «confederación» en el que los cantones ya no son independientes, aunque «soberanos» que ceden parte de sus prerrogativas al gobierno federal. La constitución también define las nuevas instituciones políticas: el Consejo Federal y la Asamblea Federal bicameral con sede en Berna, donde se asienta la nueva capital y se construye el Palacio Federal. Se establecieron la unión aduanera y monetaria, eliminando aduanas, fronteras y monedas cantonales y regionales.
La ley federal sobre la moneda del 7 de mayo de 1850, establece el franco suizo, que circula desde 1852 y un sistema monetario similar al de Francia, que permite a Suiza ser parte de la Unión Monetaria Latina que fue creada en 1865 hasta su disolución en 1926. En 1854, se funda la Escuela politécnica federal de Zúrich, mientras que los ferrocarriles privados comienzan a recorrer la meseta suiza.
Sin embargo, las divisiones entre los cantones centrales y católicos y los protestantes de la meseta central son aún vivas. La deuda de guerra que debieron pagar los perdedores de la guerra de Sonderbund hasta 1852, el sistema mayoritario impuesto para las elecciones federales, eliminando prácticamente la oposición conservadora y la separación constitucional entre Iglesia y el Estado son algunos motivos de tensión que mejoran, sobre todo cuando los católicos conservadores consiguen un asiento en el Consejo Federal en 1891.
En cuanto a la política exterior, el período está marcado por el caso de Neuchatel entre 1856 y 1857 seguido por el caso de Saboya en 1860, cuando el Consejo Federal está considerando la ocupación de los territorios franceses de Chablais y Faucigny. En 1868, con la firma de la Convención de Mannheim, Suiza obtiene su única salida al mar: el cauce del Rin fue declarado como aguas internacionales entre el último puente y puerto de la ciudad de Basilea hasta su desembocadura.

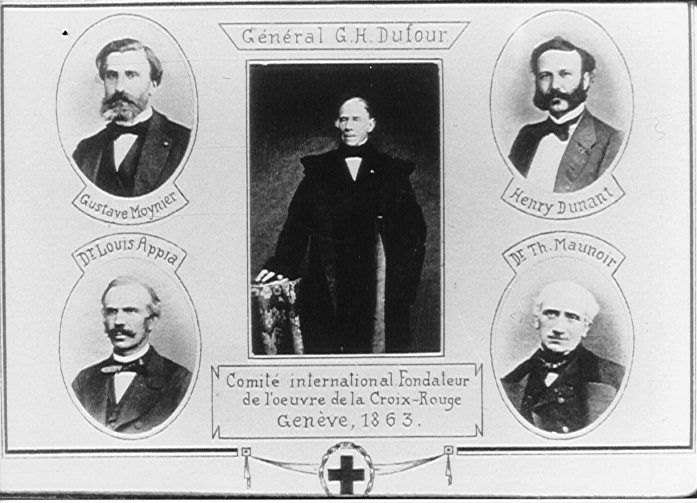
Retratos de los fundadores del Comité internacional de la Cruz Roja

Durante la guerra franco-prusiana de 1870, Suiza movilizó su ejército, mandado por el general Hans Herzog, pero limitándose, como neutral, a acoger refugiados, tales como los 85 000 hombres del ejército francés del Este, mandados por el general Charles Denis Bourbaki que serán los primeros beneficiados de la ayuda del Movimiento internacional de la Cruz Roja recientemente creada por Henri Dunant.
En política interna, se concede gradualmente a los ciudadanos el derecho de referéndum facultativo y el de Iniciativa popular Federal. En 1868, el sistema mayoritario fue abandonado en favor del sistema proporcional, que se considera más representativo. En el mismo sentido, la revisión de la constitución de 1874 todavía otorga nuevos poderes al gobierno federal y se fija permanentemente el Tribunal Supremo Federal en Lausana. La escuela primaria se hace obligatoria, así como mantener un registro civil. Esta revisión constitucional se lleva a cabo durante el Kulturkampf alemán cuyos efectos se hacen sentir también en Suiza en algunos artículos de la Constitución, llamada artículos de excepción, que restringen la libertad de religión y de expresión, especialmente en relación al catolicismo, y que llevan a la ruptura de relaciones diplomáticas entre Suiza y la Santa Sede en 1874.
La centralización del poder continúa, en 1891, el monopolio en la emisión de billetes de banco dado a la Confederación da como resultado, en 1907, la creación de Banco Nacional de Suiza, encargado de esta tarea y de la política monetaria. En 1898, el derecho penal y derecho civil en su totalidad llega a ser prerrogativa del estado federal, dando lugar a la creación de un Código Civil y un Código Penal seguido por el Código Federal de Obligaciones. También durante este período, el campo del progreso social, se implantó (1877) la limitación de la jornada laboral a once horas y seis días a la semana y luego en 1890, la Confederación debe crear un seguro en caso de accidente o enfermedad que puede hacer obligatorio para todos los habitantes, o para una o más categorías determinadas.

## Suiza delsigloXX
Cuando estalla la Primera Guerra Mundial, la población se divide. La Suiza alemana se inclina hacia las Potencias Centrales, mientras que la Suiza romance simpatiza con los Aliados. El Consejo Federal recibe plenos poderes y la Asamblea Federal designa como General del ejército suizo a Ulrich Wille, decisión que está lejos de ser unánime, ya que se le considera demasiado cercano a Alemania.  Las tropas suizas, relativamente bien preparadas y abastecidas, no sufren demasiado la guerra, pero la población suiza lo sufre hasta tal punto que en 1915, el Consejo Federal otorga al monopolio la distribución de cereales a la Confederación en un intento de luchar contra el mercado negro.
El Tratado de Versalles que marca el final de la guerra reconoció la neutralidad perpetua de Suiza, a cambio de renunciar al derecho, puramente teórico, a ocupar Saboya del norte en caso de conflicto, derecho que había obtenido en 1815. En Tirol se organizó un plebiscito acerca de su incorporación a la Confederación: el pueblo lo acepta, pero los aliados finalmente incorporan la región a la nueva República de Austria.
Las dificultades sociales provocadas por la guerra llevan a la huelga general de 1918 convocada por el comité de Olten tras el armisticio y que dura tres días. La huelga, aunque abortada ante la amenaza de intervención militar, permite sin embargo al Partido Socialista de Suiza tener éxito en ciertas reivindicaciones tales como la elección por escrutinio proporcional del Consejo Nacional en 1919 o la limitación de la semana laboral a 48 horas en 1920.
El escrutinio proporcional es el final de la mayoría radical, que pierde en 1919 45 de los 105 escaños que tenía en el Parlamento. El Consejo Federal también queda remodelado con la adjudicación de un segundo escaño al Partido Demócrata Cristiano y en 1929, un escaño al Partido de los Agricultores, Comerciantes e Independientes (futura Unión Democrática de Centro). El Partido Socialista suizo aún se mantiene apartado del ejecutivo por la coalición en el poder.
La política exterior se basa en la neutralidad armada: Suiza se une en 1920 a la Sociedad de Naciones (SDN), con sede en Ginebra, después de votarlo el 16 de mayo de 1920, obteniendo una fuerte mayoría en los cantones francófonos (93,2 % en el cantón de Vaud). La salida de la organización de Alemania y Italia en la segunda mitad de los años 1930 complica la política suiza que decide en nombre de la neutralidad no aplicar las sanciones económicas decididas por la Sociedad de Naciones contra Italia.
La política interior de entreguerras se polariza en dos frentes opuestos, la izquierda y la derecha, y cada parte hace uso del arma del referéndum para bloquear las acciones que no le satisfacen, lo que obliga al gobierno federal a utilizar la Ley Federal Urgente que no puede ser refutada por referéndum. Económicamente, Suiza se ve sacudida por una primera crisis en 1921 y 1922 y posteriormente con varios años de retraso debido a la existencia de grandes proyectos, se ve inmersa en la crisis mundial del 29. El franco suizo llega a devaluarse un 30 % en 1936.

### Segunda Guerra Mundial
Los inicios de 1930 se caracterizan por el surgimiento de "frentes" de los movimientos fascistas de los que, sin embargo, se alejan rápidamente los partidos burgueses. Los enfrentamientos entre la extrema izquierda y la extrema derecha culminaron en 1932 en el tiroteo de Ginebra del 9 de noviembre, durante el cual el ejército disparó contra la multitud matando a 13 personas y dejando a 65 heridos. En la segunda mitad de los años de 1930 se produce un cambio de clima político con la afiliación de varios partidos nacionales con la idea común de "defensa espiritual", que culmina con la Exposición nacional suiza en 1939 en Zúrich, la “landi”.
En 1937, patronos y trabajadores firman la paz del trabajo, que privilegia la consulta y la negociación en los conflictos sociales. Durante este período, el Gobierno también prepara el país ante un conflicto militar: Europa se está armando rápidamente y el Consejo Federal desea evitar los problemas de abastecimiento de la Primera Guerra Mundial. Por eso, el estallido de la Segunda Guerra Mundial en 1939, no toma a Suiza por sorpresa: el suministro está asegurado, el ejército dirigido por el general Guisan ocupa las fronteras y se garantiza el racionamiento del sustento de la población.
Después de la derrota de los franceses en mayo de 1940, el país está completamente rodeado por las fuerzas del Eje. Un discurso ambiguo de la Consejera Federal Marcel Pilet-Golaz que sugiere la necesidad de tratar con la dictadura provoca protestas. El 25  de julio de  1940, en el informe Rütli, presentan la estrategia de Reducto Nacional, que consiste en desproteger las fronteras y fortalecer las montañas del interior a fin de permitir una guerra de desgaste contra un posible invasor.
Presionada por ambos grupos de beligerantes, Suiza mantiene una posición ambigua, por ejemplo, abre sus fronteras a los judíos que huyen del régimen nazi, pero mantiene el comercio con los aliados del Eje. En la política interna, un socialista, Ernst Nobs fue elegido para el Consejo Federal por primera vez en 1943 y seguido por un segundo en 1959, es el establecimiento de la "fórmula mágica", que se mantiene sin cambios hasta 2003.

### La posguerra
Después de la guerra, Suiza continúa expandiendo el estado socialista por la introducción del Seguro de la Vejez y Sobrevivientes en 1946 y luego mediante la aplicación del «sistema de los tres pilares» en 1972. El sufragio femenino en Suiza, que existía en algunos cantones, se generaliza en toda la federación en 1971 y luego se impuso a nivel cantonal en los otros cantones, principalmente en 1971 y 1972. El cantón de Appenzell Rodas Interiores tiene la obligación de 1990 por sentencia de un tribunal de respetar el principio de la igualdad entre mujeres y hombres como garantiza la Constitución Federal. Los problemas confesionales del siglo XIX se olvidan y los artículos de excepción son esencialmente abolidos en 1973.
El final del año 1960 está caracterizado por la secesión de Jura pidiendo la separación de los distritos de habla francesa de Berna y la formación de un 23.er cantón. Finalmente se lleva a cabo una votación en 1974: Los distritos católicos de habla francesa aceptan la creación de la nueva entidad, mientras que los distritos protestantes votan a favor de su permanencia en el cantón de Berna. Después de un refrendo federal en 1978 se crea el cantón de Jura. En 1991, el derecho al voto y la elegibilidad se redujo de 20 a 18 años para varones y mujeres.

1833: división del cantón de Basilea
Jura

Externamente, Suiza permanece fuera de las Naciones Unidas y la Organización del Tratado del Atlántico Norte y aboga por una estricta neutralidad armada. Aunque no se interesó en la Comunidad Europea del Carbón y del Acero (CECA) y, cuando se formó, en la Comunidad Económica Europea (CEE), se unió al Consejo de Europa en 1963 y a la Unión Europea de Libre Comercio (EFTA) en 1960, ambos diseñados como un contrapeso a la CEE incipiente.
Durante este tiempo, Suiza es el país más próspero del mundo a pesar de la crisis del petróleo de 1973, que ve la instauración de algunas zonas sin automóviles. Se desarrollaron productos químicos y textiles, así como los bancos. La tasa de desempleo se mantiene por debajo del 3 % y Suiza continúa con una política exterior de neutralidad estricta al tiempo que ofrece sus «buenos oficios» para resolver disputas. Por eso la primera reunión entre Mijaíl Gorbachov y Ronald Reagan, se celebró en Ginebra en 1985. La sede europea de la ONU en la misma ciudad también permite a la institución acoger a personas, como Yasser Arafat, que no puede ir a Estados Unidos.

### Desde 1990
Sin embargo, la crisis económica de los años 1990 afecta al país: el desempleo llega a ser de más del 6 %, muchas empresas se reestructuran, otras se declararon en quiebra, y algunas pasan a manos extranjeras. A pesar de esta reestructuración, la economía Helvética mantiene una industria poderosa y los sectores financieros y bancarios están más desarrollados. Al mismo tiempo, las relaciones exteriores se caracterizan por el desarrollo de la Unión Democrática de Centro, que busca la independencia y la neutralidad del país frente a los grandes grupos supranacionales. El fracaso del referéndum sobre la entrada en el Espacio Económico Europeo (EEE), el 6 de diciembre de 1992 marca una detención en el proceso de integración en la Unión Europea considerado por algunos como peligroso para la democracia directa y para ciertos aspectos de la economía suiza, como el secreto bancario.
A cambio se potencia la vía bilateral de Acuerdos entre Suiza y la Unión Europea como el establecimiento de la libre circulación de personas con 25 países europeos, una mayor integración económica y la integración en el cielo único europeo.
Muchos politólogos creen que a esta causa se debe la victoria del UDC o SVP en las elecciones de 2003, en las cuales este partido obtuvo el derecho de tener otro ministro en el Consejo Federal, acabando con más de cincuenta años de la llamada Fórmula mágica.
En 2002 el pueblo suizo aprueba la entrada de Suiza en la Organización de Naciones Unidas. En 2005 el pueblo suizo firma los acuerdos de Schengen.